# Nikola Sjekloća
Nikola Sjekloća –en serbio, Никола Сјеклоћа– (Niš, Yugoslavia, 10 de julio de 1978) es un deportista montenegrino que compitió en boxeo.
Ganó una medalla de bronce en el Campeonato Mundial de Boxeo Aficionado de 2003 y una medalla de bronce en el Campeonato Europeo de Boxeo Aficionado de 2000.
En julio de 2006 disputó su primera pelea como profesional. En su carrera profesional tuvo en total 43 combates, con un registro de 37 victorias, 5 derrotas y un empate.

## Palmarés internacional
| Representando a Yugoslavia          |                     |                   |           |
| Campeonato Europeo                  |                     |                   |           |
| Año                                 | Lugar               | Medalla           | Categoría |
| 2000                                | Tampere (Finlandia) | Medalla de bronce | 71 kg     |
| Representando a Serbia y Montenegro |                     |                   |           |
| Campeonato Mundial                  |                     |                   |           |
| Año                                 | Lugar               | Medalla           | Categoría |
| 2003                                | Bangkok (Tailandia) | Medalla de bronce | 75 kg     |